# Campiglossa malaris
Campiglossa malaris är en tvåvingeart som först beskrevs av Seguy 1934.  Campiglossa malaris ingår i släktet Campiglossa och familjen borrflugor. Inga underarter finns listade.

## Bildgalleri

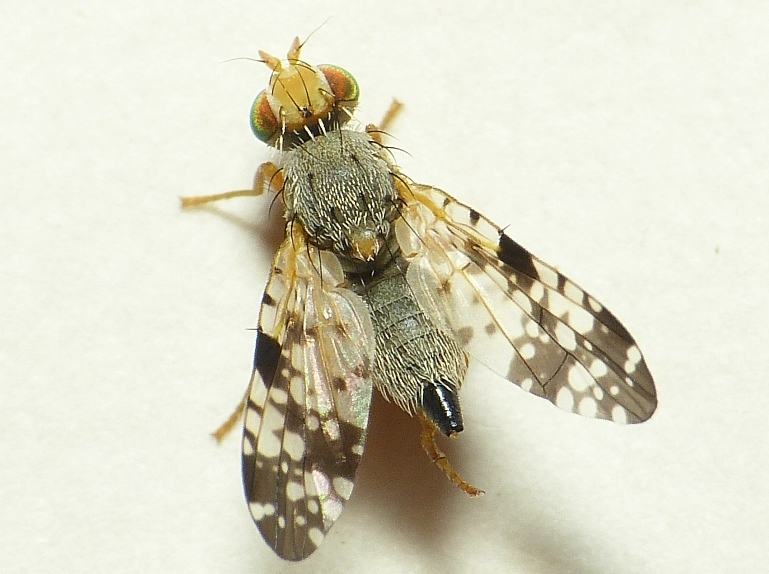